# Pietro Boiardo

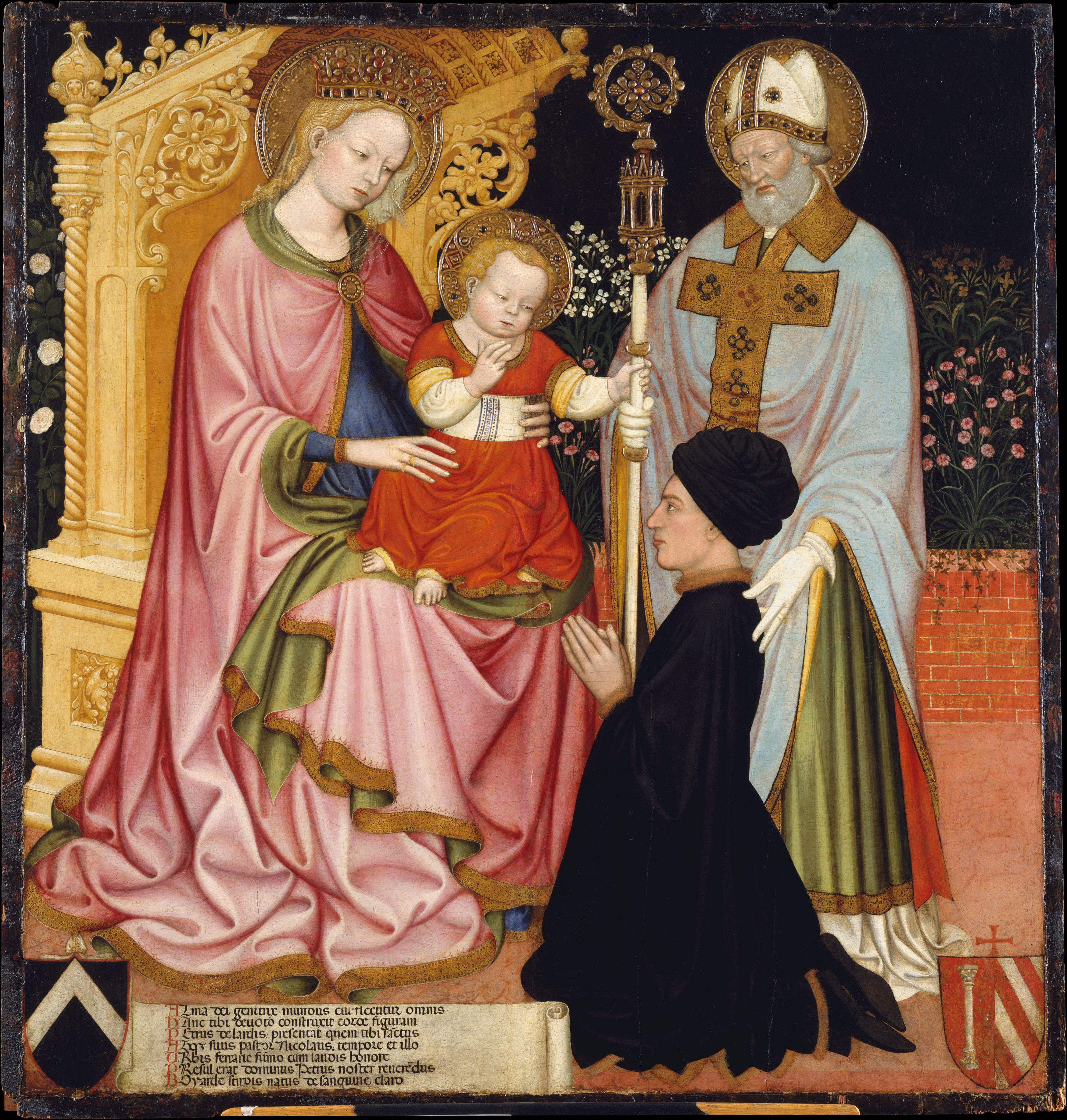
Michele dai Carri (?), Madonna con bambino e Pietro de'Lardi inginocchiato. Opera dipinta durante il vescovato di Pietro Boiardo come da iscrizione e stemma in basso, 1420 ca., Metropolitan Museum of Art New York.

Pietro Boiardo (... – dopo 1431) è stato un vescovo cattolico italiano.

## Biografia
Era figlio di Selvatico Boiardo (?-1397), della nobile famiglia Boiardo.
Eletto vescovo di Modena, rimase in carica solo pochi mesi. Nel 1401 papa Bonifacio IX lo trasferì alla diocesi di Ferrara per compiacere la Casa d'Este, che in quella sede attendeva un vescovo di loro fiducia, dopo che il predecessore Nicolò de Roberti era fuoriuscito dalla città assieme alla sua famiglia.
Nel 1413 consacrò la chiesa del monastero di Sant'Antonio in Polesine di Ferrara, fondato da Beatrice II d'Este.
Durante il suo episcopato e per sua concessione, venne edificato a Massa Superiore l'ospedale di San Martino. Minacciò di scomunica gli abitanti di Salvatonica qualora non avessero provveduto alla ricostruzione e al mantenimento della chiesa di Sant'Antonio da Padova. Negli atti della visita pastorale effettuata nel 1434 dal vescovo Giovanni Tavelli, successore di Boiardo, si registrò che i lavori non erano ancora conclusi.
Rinunciò al vescovato nel dicembre 1431.

## Successione apostolica
La successione apostolica è:
- Arcivescovo Tommaso Perondoli (1411)